# Saint-Bon
Saint-Bon település Franciaországban, Marne megyében. Lakosainak száma 94 fő (2022. január 1.). Saint-Bon Courgivaux, Villiers-Saint-Georges, Bouchy-Saint-Genest, Escardes és Montceaux-lès-Provins községekkel határos.

## Népesség
A település népessége az elmúlt években az alábbi módon változott:
| Lakosok száma | 101  | 74   | 65   | 91   | 110  | 112  | 113  | 104  | 100  | 94   |
|               | 1968 | 1982 | 1990 | 2006 | 2013 | 2015 | 2017 | 2019 | 2020 | 2022 |